# Война Тайра и Минамото
Война Тайра и Минамото, или Война Гэмпэй (яп. 源平合戦 по китайскому чтению первых иероглифов названий кланов Минамото («Гэндзи») и Тайра («Хэйкэ»), 1180—1185) — национальная гражданская война в средневековой Японии, приведшая к установлению первого в истории Японии сёгуната.

## Предыстория
В X веке японские императоры фактически стали марионетками высших должностных лиц из дома Фудзивара. Этот род использовал матримониальные связи с императорской фамилией, так как жёны императоров традиционно выбирались из этого рода. Однако уже в первой половине XI века в восточных провинциях страны губернатор Тайра Тадацунэ поднял восстание, которое посланные двором военачальники подавить не смогли. Это удалось только приближённому ко двору военному феодалу Минамото Ёринобу, после чего дом Минамото стал укрепляться в этом регионе. Сын Ёринобу — Ёриёси — спровоцировал восстание покорённых ранее айнов на востоке, чтобы превратить провинциальных воинов в своих вассалов.
В середине XI века начался рост влияния в светских государственных делах экс-императоров, принимавших монашество. Их социальной опорой стала средне- и низкоранговая столичная знать, недовольная монополией Фудзивара на высшие государственные должности, и провинциальные губернаторы, выступавшие против бесконечного роста частных землевладений.
Император Тоба, ставший в 1129 году экс-императором-монахом, отказался от борьбы с Фудзивара, и стал активно признавать новые владения. В результате ему удалось стать крупнейшим землевладельцем в стране, однако это одновременно укрепило и независимую экономическую базу феодальных домов, открыв путь к дальнейшей децентрализации власти. Особенно преуспел в собирании земельных владений дом Тайра, установивший тесные связи с экс-императорами-монахами, а влияние Минамото с начала XII падало.
После смерти Тоба в столице началась междоусобная борьба за власть — Смута Хогэн (1156) и Смута Хэйдзи (1159) — в которой решающую роль сыграли Тайра во главе с Киёмори. В результате Фудзивара отошли на второй план, а Тайра монополизировали основные государственные посты, что восстановило против них придворную аристократию.
В 1164 году в живых остался лишь один взрослый Минамото — почтенный старец Ёримаса, который отказался воевать во время смуты Хэйдзи. Он не представлял угрозы для Тайра, и его терпели при дворе. К 1180 году Тайра Киёмори стал фактически властелином Японии, а отрёкшийся император Го-Сиракава полностью от него зависел.

## Ход войны

### Преждевременное восстание
При дворе жил принц Мотихито — второй сын экс-императора Го-Сиракава, которого дважды обходили при избрании престолонаследника. Второй раз это случилось в 1180 году, когда на трон возвели Антоку, и Тайра Киёмори таким образом сделался дедом императора. Коронация трёхлетнего Антоку являлась столь откровенным следствием происков Тайра, что принц Мотихито был готов принять любые предложения мятежников. Этим воспользовался Минамото Ёримаса, пообещав поддержку.
Согласно обычаю, только что взошедший на престол император должен был посетить наиболее почитаемые в стране святыни. Поскольку император Антоку был марионеткой Тайра, ему предстояло отправиться в Ицукусима — любимое святилище рода Тайра. Используя удобный момент, Мотихито издал прокламацию, призывавшую Минамото и Фудзивара восстать против Тайра. Копия этой прокламации была передана Минамото Ёритомо — старшему из оставшихся в живых сыновей Минамото Ёситомо. Тот неосторожно обмолвился о заговоре, и его подслушали шпионы Тайра. Мотихито бежал в святилище Мии-дэра. Не подозревая об истинном характере заговора, Тайра Киёмори поручил Минамото Ёримаса напасть на Мии-дэра и арестовать принца. Ёримаса сжёг свой дом в Киото, и с пятьюдесятью верными людьми присоединился к принцу.
Мятежникам нужно было продержаться до момента, когда на востоке страны начнётся общее восстание сторонников Минамото. Немедленно были отправлены письма в Энряку-дзи, монахов которого Киёмори склонил на свою сторону подкупом, и в монастырь Кофуку-дзи в Нара, который обещал поддержку. Мятежники решили оставить Мии-дэра и присоединиться к монахам Кофуку-дзи.
Главная дорога из Киото в Нара пересекала реку Удзи рядом с одноимённым городом. Когда отряд Минамото достиг Удзи, принц страшно устал, и беглецы решили передохнуть на противоположном берегу реки (чтобы Удзи отделяла их от следовавших за ними Тайра). Сняв около 20 метров настила, они стали ждать, кто подойдёт первым: Тайра или монахи из Нара.
На рассвете на северном берегу появились самураи Тайра. Началось жестокое сражение на разобранном мосту. Хотя монахи из Нара так и не подошли, самураи Минамото сопротивлялись так яростно, что командиры Тайра стали подумывать о том, чтобы совершить далёкий обход и пересечь реку по мосту у Сэта, однако восемнадцатилетний самурай Асикага Тадацуна предложил форсировать реку быстро и в нескольких местах. 300 самураев клана Асикага благополучно переправились через Удзи, а за ними ринулась вся армия Тайра. Отряд Минамото был разгромлен, сам Минамото Ёримаса совершил сэппуку. Принц Мотихито попытался бежать, но был настигнут и погиб под градом стрел. Несколько часов спустя из Нара выступило 7 тысяч монахов-воинов. Но узнав, что восстание подавлено, они быстро вернулись в свои храмы.
После битвы при Удзи Тайра Киёмори решил отомстить монастырям, поддержавшим мятежников, и атаковал монастырь Мии-дэра.

### Минамото Ёритомо обосновывается в Камакура

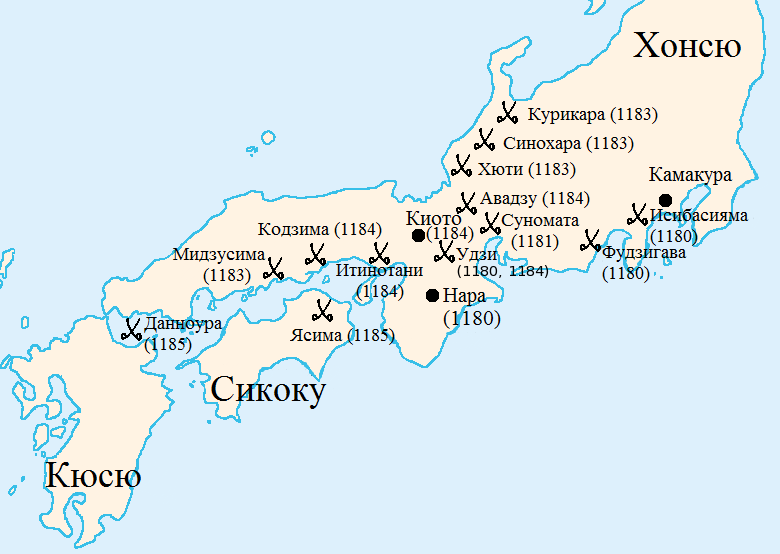
Сражения войны Тайра и Минамото

Минамото Ёритомо — сыну Минамото Ёситомо — было всего 14 лет, когда его отправили в ссылку на полуостров Идзу, входивший во владения Тайра. 20 лет спустя, когда его отец поднял восстание, Тайра Киёмори приказал убить Ёритомо. Получив известие об этом, Ёритомо решил действовать первым. Сначала отряд его родственников совершил набег на Ямаги, где находилась ставка Тайра Канэтака. После того, как враг был мёртв, Ёритомо смог вырваться с Идзу, и вскоре к нему присоединился первый из союзников, собиравшихся под знамёна Минамото — Миура.
Ещё один ближайший сторонник Тайра — Оба Кагэтика — собрал своих людей и бросился в погоню; соотношение сил было 10 к 1 в пользу Тайра. 14 сентября отряд Оба настиг Ёритомо в Исибасияма — узкой долине у берега моря. К концу ночного сражения небольшой отряд Минамото был практически уничтожен, но в разгар боя Минамото Ёритомо успел скрыться в лесу. Следующие пять дней Ёритомо скрывался от врагов в горах Хаконэ, но в конце концов сумел добраться до берега моря у мыса Манадзуру, где с горсткой верных ему людей сел на корабль и переправился в провинцию Ава, входившую во владения Минамото.
В течение месяца небольшая свита Минамото Ёритомо превратилась в огромную армию, с которой он вступил в небольшую рыбацкую деревушку Камакура, где и решил устроить свою ставку. В ноябре 1180 года разведка донесла ему, что большая армия Тайра выступила из Киото на восток. Ёритомо выступил навстречу, и 9 ноября 1180 года две армии сошлись у реки Фудзигава. Оценив обстановку, войско Тайра отправилось обратно, и через 12 дней уже было в Киото; не обнаружив 10 ноября врага, Ёритомо приписал эту победу вмешательству своего фамильного божества Хатимана и мудро решил не преследовать противника. Он решил сосредоточиться на укреплении своих позиций на востоке, и провёл несколько небольших кампаний, набирая союзников и ликвидируя врагов.

### События 1181 года
В начале 1181 года войско Тайра выступило в Нара, и сожгло дотла Кофуку-дзи и Тодай-дзи вместе со всеми скрывавшимися внутри монахами; всего в огне погибло 3,5 тысяч человек, головы тысячи монахов, павших в бою, были выставлены на воротах или увезены в столицу. 20 марта скончался Тайра Киёмори; согласно легенде, перед смертью он просил не совершать ради него буддийских обрядов, а убить Ёритомо и положить его голову у своей могилы.
В апреле войска Тайра вступили в провинцию Овари, где наголову разбили Минамото Юкииэ. Когда на смену весне пришло лето, в Японии действовали три основные силы: Тайра в Киото, Минамото Ёритомо в Камакура, и Кисо Ёсинака (двоюродный брат Ёритомо; так как он вырос в горном районе Кисо, то принял фамилию Кисо, предпочтя её Минамото) в Синано. Однако чередующиеся засухи и наводнения погубили урожаи 1180 и 1181 годов, а затем последовал такой страшный мор, что население внутренних провинций сократилось на одну десятую. Многие усмотрели в этом гнев богов, направленный против клана, чьи войска сожгли Нара; в пользу таких суждений говорило и то, что провинция Канто, где находилась ставка Ёритомо, почти не пострадала от стихийных бедствий.

### 1182 год
Военные действия возобновились в июле 1182 года. Тайра Мунэмори, ставший главой клана после смерти Киёмори, поручил Дзё Сукэнага — правителю Этиго — расправиться с Ёсинакой (так как тот был первым из тех, на кого Ёсинака, скорее всего, должен был напасть). Дзё отправился в бой, был разбит и вскоре умер. Ёсинака сначала вторгся в Кодзукэ, затем повернул на север и совершил широкий обход через провинции Этиго, Эттю, Кага, Этидзэн и Вакаса, уничтожая союзников Тайра. Продвижение Ёсинака было столь стремительным, что к концу лета 1182 года границы его территории проходили всего в полусотне километров от Киото. Он мог атаковать Киото с севера, но предпочёл подождать, пока голод и эпидемия не сделают за него всю работу.

### Поворотный момент
Ёритомо, уже величавший себя владыкой Камакура, стал видеть в Ёсинака конкурента, и ранней весной 1183 года отправил в горы армию, которая должна была атаковать Ёсинака. Однако затем благоразумие восторжествовало, и после нескольких осторожных манёвров две армии разошлись в разные стороны.
К концу апреля Тайра оправились настолько, что решили всеми силами напасть на Ёсинака, который представлял для них большую опасность, чем Ёритомо. Для похода было нанято или согнано силой почти 100 тысяч человек, командиром этой толпы был назначен Тайра Корэмори. Войско выступило в поход 10 мая, но снабжение было организовано так плохо, что уже через 10 км от Киото кончились припасы. Армия шла подобно саранче по провинции Оми, которая была исконной территорией Тайра. Опустошение полей, которые едва оправились от стихийных бедствий 1181 года вынудило жителей бежать; многие солдаты, силком загнанные в войска, последовали их примеру и дезертировали.
17 мая авангард Тайра наткнулся на часть армии Ёсинака в укреплении Хиутидзё. К 20 мая укрепление было взято, а через 5 дней в провинции Кага был встречен ещё один отряд Минамото — у места, называемого Атака. Стычка дала Кисо Ёсинака представление о силах Тайра: теперь он знал и их численность, и куда они направляются, и каково их моральное состояние. Очевидно, что Тайра стремились перейти горы, чтобы повернуть на восток через узкий перешеек полуострова Ното в провинцию Эттю, а затем двинуться на Этиго. Чтобы достичь Эттю, нужно было пересечь центральную горную цепь через ущелье Курикара. Так и случилось. В ночь на 1 июня войско Тайра остановилось лагерем на горе Тонамияма.
Ёсинака собрал все силы, и послал отборные войска в обход, в тыл Тайра. 2 июня отдельные его отряды стали завязывать стычки с Тайра, чтобы задержать противника и отвлечь его внимание до наступления темноты. Когда стемнело, Ёсинака погнал на войско Тайра стадо волов с привязанными к рогам сосновыми факелами, после чего нанесли удар отряды, скрывавшиеся в засаде. Дрогнувшие Тайра стали быстро отступать в ущелье Курикара. В этом ущелье большая часть воинов Тайра погибла. Это было первое поражение, понесённое Тайра с начала войны; оно стало поворотным моментом войны Тайра и Минамото.
Соединившись с Минамото Юкииэ, Ёсинака стал преследовать остатки армии Тайра, отступавшие к столице. 12 июня Минамото настигли их у Синовара в Кага, где на следующий день произошло жестокое сражение.
Известие о поражении Тайра вызвало панику в столице. Тайра Мунэмори обратился за помощью в храм Энряку-дзи, но монахи отвергли его просьбу и 11 августа открыли ворота монастыря перед армией Ёсинака. Спустя три дня Тайра покинули столицу, взяв с собой малолетнего императора Антоку, императорские регалии и большинство членов императорской фамилии. Отрёкшийся император Го-Сиракава поспешил присоединиться к Ёсинака, и 17 августа вернулся в Киото в сопровождении Минамото Ёсинака и Минамото Юкииэ.

### Ёсинака против Ёритомо
Вступив в столицу, самураи Ёсинака и Юкииэ вели себя как в отданном на разграбление завоёванном городе. К концу 1183 года Ёсинака и Юкииэ покинули Киото, чтобы найти и добить тех Тайра, которые отступили на свою территорию, к Внутреннему морю. Карательная экспедиция обернулась провалом. Ёсинака был без особого труда разбит при Мидзусима 17 ноября, а Юкииэ потерпел поражение при Мураяма неделю спустя. Потерпев неудачу, оборванная и усталая армия Минамото вернулась в столицу.
Вступление Ёсинака в Киото потрясло Ёритомо не меньше, чем Тайра. Ёритомо стал слать ему из Камакура угрозу за угрозой, а Юкииэ, поняв, что дело зашло слишком далеко, покинул его на произвол судьбы. Ёсинака рвал и метал. Он посадил Го-Сиракава под домашний арест, укрепил свой дом, и даже предложил Тайра заключить союз против Ёритомо.
В феврале 1184 года поступило известие, что к Киото приближается большое войско во главе с Ёсицунэ. Ёсинака остался в столице, и послал двух своих лучших командиров удерживать переправу через Удзи, однако армия Ёритомо прорвалась через выставленный Ёсинакой заслон, а Минамото Нориёри перешёл Удзи у Сэта, после чего эти две армии двинулись на Киото. Преследуемый противником, Ёсинака попытался скрыться в роще, чтобы там совершить сэппуку, но был тяжело ранен стрелой, после чего настигшие его самураи противника отрубили ему голову.

### Гибель дома Тайра
Тайра, покинув столицу, усилили свои базы вдоль побережья Внутреннего моря. Одна из них была расположена на острове Хикосима в узком проливе между Хонсю и Кюсю, вторая — на Ясима, у побережья Сикоку, третья — в Сэцу, недалеко от современного Кобэ. Поскольку Тайра имели много судов и умели с ними обращаться, их позиции были весьма сильны.
Ёсицунэ решил сосредоточить свои силы сперва против Фукухары, размещавшейся около Кобэ, которую защищала крепость Ити-но-тани. Ночью 18 марта 1184 года армия Ёсицунэ атаковала Ити-но-тани с фронта, в то время как небольшой отряд во главе с самим Минамото Ёсицунэ зашёл с тыла, спустившись со считавшихся неприступными утёсов. Эта битва стала великим поражением для Тайра: десять родственников покойного Киёмори были убиты, а один взят в плен. Единственным лучом надежды было бегство малолетнего императора на базу Тайра в Ясима. После этого сражения наступил шестимесячный перерыв в боевых действиях, пока Ёритомо высылал Ёсицунэ подкрепления из Камакура.
8 октября 1184 года Нориёри выступил на запад, чтобы выйти к базе Тайра на Хикосима вдоль берега Внутреннего моря через земли, подвластные Тайра и населённые их сторонниками. У форпоста на Кодзима Тайра Томомори, бежавший из Ити-но-тани, дал Нориёри единственное за всю кампанию настоящее сражение. За исключением этого боестолкновения, всё остальное время армия Минамото просто брела вдоль берега. К февралю 1185 года Нориёри стал отправлять донесения в Камакура, описывая упадок духа и вялость солдат. Он предупредил Ёритомо, что многие из них давно бы дезертировали, если бы у них была такая возможность. Застрявшая на западном Хонсю армия с трудом нашла несколько лодок, и, наконец, «вторглась» на Кюсю.

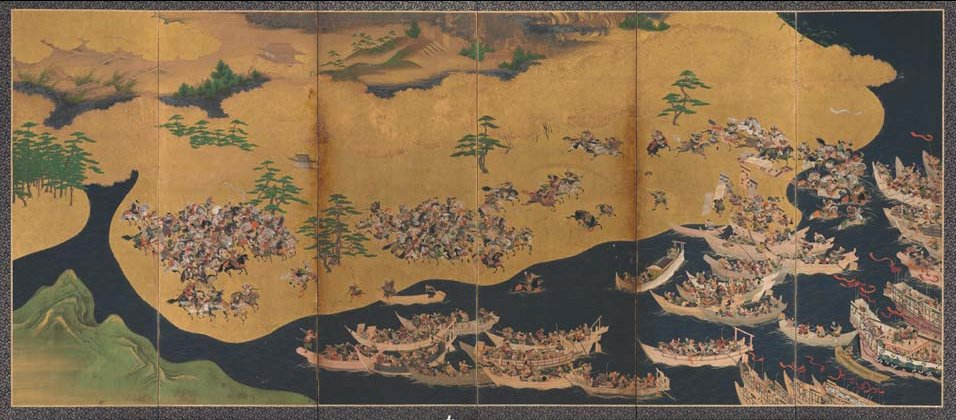
Битвы при Ясиме и Ити-но-тани из Повести о доме Тайра, конец XVI века

Тем временем в гавани Ватанабэ по крохам был собран флот, чтобы нанести удар по Ясима. Прекрасно понимая, что морское сражение с Тайра было бы наверняка проиграно Минамото, Ёсицунэ решил вместо прямого пути на Ясима обогнуть с юга остров Авадзи, высадиться на побережье Сикоку, и уже оттуда наступать на Ясима. Флот вышел в море 22 марта и, пройдя через шторм, утром высадил десант на Сикоку. Когда пережившие бурю самураи пришли в себя, они оседлали коней и устремились к Ясима. Тайра отступили на корабли, которые выстроились в узком проливе, намереваясь перед отплытием нанести удар по Минамото; самураи Минамото переправились верхом по мелководью и дали бой находившимся в лодках самураям Тайра. После сражения Тайра укрылись в заливе Сида, к востоку от Ясима, а войска Минамото переправились на Ясима.
Видя, что Минамото Ёсицунэ дважды разбил Тайра в бою, ряд вождей самураев решил перебежать от Тайра к Минамото. Особенно ценным для Минамото было то, что к нему пришли самураи-мореплаватели, которые управлялись с кораблями не хуже Тайра, в итоге под его командованием оказалось около 850 судов против 400 судов у Тайра.
Утром 15 апреля 1185 года началось решающее сражение, которое шло в море напротив пляжа на о-ве Хонсю, известного как Дан-но-ура. В разгар сражения Тагути Сигэёси неожиданно перешёл от Тайра к Минамото, и открыл Ёсицунэ месторасположение императора, после чего все силы Минамото были брошены против одного корабля. При этом Ёсицунэ приказал лучникам сосредоточить огонь на гребцах и рулевых, в результате чего вскоре многие суда Тайра стали беспомощно дрейфовать по течению. Когда для Тайра стало очевидным, что сражение проиграно, началось массовое самоубийство сражавшихся на их стороне самураев. Но Тайра Мунэмори не решился покончить с собой. Когда один оскорблённый его поведением самурай столкнул его, наконец, в воду, он сумел продержаться на воде достаточно времени, чтобы Минамото взяли его в плен. Последним покончил с собой Тайра Томомори, который бросился в море, облачившись в двойной комплект доспехов. Сражение окончилось полным уничтожением клана Тайра.

## Итоги
После войны Минамото Ёритомо решил не переезжать в столицу для встраивания в структуры императорской власти, а править из Камакуры. В 1192 году он принял титул сэйи-тай-сёгуна («главнокомандующего, покоряющего варваров»), тем самым основав первый в истории Японии сёгунат. Из-за зависти и подозрительности он объявил вне закона собственного брата Минамото Ёсицунэ, выигравшего войну. После битвы при Дан-но-ура за Ёсицунэ в течение четырёх лет охотились по всей Японии как за диким зверем, пока он не совершил сэппуку на севере Хонсю (некоторые легенды утверждают, что Ёсицунэ бежал из Японии на материк, где принял имя «Чингис-хана»). В 1186 году Ёритомо уничтожил Минамото Юкииэ, а в 1193 году — Нориёри. После этого его власть стала абсолютной. В 1199 году Ёритомо умер, упав с коня; народная легенда утверждает, что конь взбрыкнул, завидев призрак Ёсицунэ.

## В литературе
- Повесть о доме Тайра.
- «Сказание о Ёсицунэ» в переводе А. Н. Стругацкого.